# Dødbringende våben 3
Dødbringende Våben 3 (Originaltitel: Lethal Weapon 3) er en amerikansk actionfilm fra 1992 instrueret af Richard Donner og skrevet af Jeffrey Boam og Robert Mark Kamen. Den tredje film i serien har igen Mel Gibson og Danny Glover i hovedrollerne. 
Filmen var den femte mest indbringende film i 1992 og blev den mest indbringende film i serien, som også består af Dødbringende våben (1987), Dødbringende våben 2 (1989), Dødbringende våben 4 (1998). 